# Armand Crabbé
Charles Armand Crabbé (ur. 23 kwietnia 1883 w Brukseli, zm. 24 lipca 1947 tamże) – belgijski śpiewak operowy, baryton.

## Życiorys
Ukończył studia w konserwatorium w Brukseli (1902–1904), zadebiutował w 1904 roku w brukselskim Théâtre de la Monnaie jako Strażnik nocny w Śpiewakach norymberskich Richarda Wagnera. W latach 1906–1914 śpiewał w Covent Garden Theatre w Londynie. W 1907 roku wystąpił w Manhattan Opera House w Nowym Jorku jako Escamillo w Carmen. Występował w Chicago (1910–1914), mediolańskiej La Scali (1914–1915 i 1928–1931) i w Buenos Aires (1916–1926). W 1937 roku zakończył karierę sceniczną i poświęcił się pracy pedagogicznej.
Do jego popisowych ról należały: Lescaut w Manon Masseneta, Figaro w Cyruliku sewilskim Rossiniego, Beckmesser w Śpiewakach norymberskich Wagnera, Peleas w Peleasie i Melisandzie Debussy’ego. Wspólnie z Auguste’em Maurage’em napisał operę Les Noces d’or. Opublikował prace Conseils sur l’art du chant (Bruksela 1931) i L’art d’Orphee (Bruksela 1933).